# Cryptanthus glaziovii
Cryptanthus glaziovii är en gräsväxtart som beskrevs av Carl Christian Mez. Cryptanthus glaziovii ingår i släktet Cryptanthus, och familjen Bromeliaceae. Inga underarter finns listade i Catalogue of Life.